# ناثان ألان دي سوزا
ناثان ألان دي سوزا (بالبرتغالية: Nathan‏) (13 مارس 1996 بلوميناو البرازيل - ) هو لاعب كرة قدم برازيلي، يلعب كلاعب وسط.

## روابط خارجية
- ناثان ألان دي سوزا على موقع الاتحاد الدولي (مؤرشف)  (الإنجليزية)
- ناثان ألان دي سوزا على موقع قاعدة بيانات كرة القدم.إي يو (الإنجليزية)
- ناثان ألان دي سوزا على موقع Soccerbase.com (لاعب) (الإنجليزية)
- ناثان ألان دي سوزا على موقع Soccerway.com (الإنجليزية)
- ناثان ألان دي سوزا على موقع عالم كرة القدم.نت (الإنجليزية)
- ناثان ألان دي سوزا على موقع AS.com (الإسبانية)